# モハマド・アラヴィ (ゲーム開発者)
モハマド・アラヴィ (Mohammad Alavi ペルシア語: محمد علوی  、ペルシア語発音: [mohæmˌmæd(e) (ʔ)ælæˈvi] ) は、イラン系アメリカ人のビデオゲーム開発者。
かつてはRespawn Entertainmentで働いていた。
彼はInfinity WardによるCall of Dutyシリーズの中でも特に絶賛されたミッションの開発者として有名で、『Call of Duty 4: モダン・ウォーフェア(2007)』の象徴的なミッションである「消耗品のクルー（Crew Expendable）」や「オールギリードアップ（All Ghillied Up）」を制作したほか、物議を醸した『モダン・ウォーフェア 2 (2009)』の「No Russian」も制作した。

## 人物紹介
モハマド・アラヴィはイランの首都テヘランで1980年代に生まれ、イラン・イラク戦争の後、家族と共に米国へ移住した。アラヴィは家族の文化を誇りに思っており、自分自身について「心の中ではイラン人である」と述べている。  アラヴィは、バージニア州リッチモンドにあるMaggie L. Walker Governor's School for Government and International Studies（公立高校）へ通っていた。その後、バージニア工科大学に入学し、生物学と化学を専攻した後、 PC Gamer誌において最高のModゲームを作ったと評価され、ビデオゲームデザイナーになった。彼はFull Sail Universityに出願し、入学した。 アラヴィには兄と姉がおり、2人とも医師をしている。 

## 経歴
アラヴィの専門分野は、主にデザイン（設計）と映画的なゲームプレイのスクリプト（台本）制作である。アラヴィの作品は「よく考えられている（thoughtful）」と評価されている。また「仲間キャラクターの人工知能（AI）の役割」という観点でも注目されている。 

### ビデオゲーム業界への進出
大学時代、アラヴィは『Duke Nukem 3D』『Quake』『Half-Life』『Counter-Strike』のModの制作を開始した。アラヴィの趣味はMod用にマップやテクスチャを作ることだった。 アラヴィはその後、自分のMod作品の1つがPC Gamer誌に掲載された際に「BadMofo」という別名で名声を得た。 その後、プログラミングに集中することを目的にFull Sail Universityへ入学し、卒業後はInfinity Wardのプログラミング職に応募した。Infinity WardはアラヴィのMod制作者としての評判を考慮し、プログラマーではなく、レベルデザイナー（ステージ設計職）の仕事を提供した。

### Call of Duty シリーズ
Edge誌によれば、アラヴィは「Call of Dutyの歴史の中で最も強烈で記憶に残るキャンペーンレベルをいくつか手がけている」と述べられている。  PC Gamer誌はアラヴィを「Call of Dutyの歴史の中で最高の評価を得た2つのミッション（"All Ghillied Up" と "No Russian"）に貢献したデザイナー」と評した。 
アラヴィがプロのレベルデザイナーとして最初に制作したのは『Call of Duty 2』のレベルで、これには手榴弾の代わりにジャガイモを投げるチュートリアルも含まれている。 
『Call of Duty 4: モダン・ウォーフェア』の最初のレベル「消耗品のクルー （Crew Expendable）」もアラヴィが制作した。このレベルは嵐の中を航海する貨物船が舞台になっている。このレベルを制作する際、アラヴィの設計は当初、技術的な複雑さの理由からリード（上司）によって却下されていたが、アラヴィは勤務時間後も会社に残り、却下されたレベルのスクリプトを密かに制作するために1日18時間の労働を3週間続けた。リードたちがアラヴィの仕事に気付き、アラヴィの未完成の制作物を見た後、彼らは納得し、それをゲームに入れることを決めた。 
同じことが「オールギリードアップ（All Ghillied Up）」という回想ミッションでも行われ、アラヴィは最終的に必要なコードを自分で書くことになった。 アラヴィの「緊張感のある、意図的にペース配分されたミッション」は、E3 2007で初披露された。 このミッションは、シリーズで初めて、ノンプレイヤーキャラクターにステルス行動をさせることが可能になったことを示している。 このミッションは批評家の注目を集め、「ゲームの最高レベルの1 つ」 や「史上最高のCall of Dutyミッション」 と評価された。 2011年、Now Gamerは「Top 50 Gaming Moments」の中でこのレベルを20位に選んだ。 また、 IGNの「Top 100 Video Game Moments」でも13位に選ばれた。  『Call of Duty 4: モダン・ウォーフェア』でアラヴィが制作したAI用のスクリプトは、最終的にその価値が認められ、シリーズの次のタイトルである『Call of Duty: モダン・ウォーフェア 2』のテンプレートになった。 

#### 「No Russian」論争
アラヴィは『Call of Duty: モダン・ウォーフェア 2』で物議を醸したミッション「No Russian」のデザイナーだった。 PC Gamerはこのミッションについて「Call of Dutyシリーズの中で最も物議を醸した瞬間」と述べた。 GamesRadarは「2000年代のゲームで最も衝撃的な瞬間トップ10の1つ」と呼んだ。 

### タイタンフォールシリーズ
2010年、アラヴィはCall of Dutyシリーズの元開発者らと共に、 Respawn Entertainmentの中に『タイタンフォール』チームを共同で設立した。 彼はスタジオのシニアマップデザイナーを務めたほか、 モーションキャプチャーを撮影する際にはアラヴィ自身がモーションアクターになり、いくつかの映像を撮影した。 PC Gamer誌によれば、アラヴィが制作したデザインとスクリプトの詳細を知ることは困難であるものの、「タイタンフォールのマップ上でAIの味方がどのようにプレイヤーをサポートしているか」を見れば、アラヴィの影響があることは明らかだという。 インタビューの中で、アラヴィは、AIの設計、ゲームプレイ、レベルデザイン（ステージ設計）など、プロジェクトのさまざまな側面に深く関わっていると述べた。 アラヴィはまた、このゲームが物語の要素を含んでいることに関して多大な責任を負い、各キャンペーンのマップの導入部分が、より長く、異なるものになるように努めた。この特徴が予算内で実現できることを納得させるために、アラヴィは「航空基地（Airbase）」マップの導入部分を3日間で設計した。 
アラヴィはRespawn Entertainment での仕事を再開し、『タイタンフォール 2』に取り組んだ。 
2022年1月11日、アラヴィは自身のTwitterアカウントで、Respawn Entertainmentから退職したことを明らかにした。

## 関わったゲーム
- コール オブ デューティ: ユナイテッド オフェンシブ(2004)
- コール オブ デューティ 2(2005)
- コール オブ デューティ 4: モダン・ウォーフェア(2007)
- コール オブ デューティ: モダン・ウォーフェア 2(2009)
- タイタンフォール(2014)
- タイタンフォール 2(2016)
- エーペックスレジェンズ(2019)